# Кострома, Александр Яковлевич
Александр Яковлевич Кострома (бел. Аляксандр Якаўлевіч Кастрама; 14 октября 1921, Гомельская область — 13 февраля 1993) — наводчик станкового пулемёта; командир расчёта станкового пулемёта 413-го стрелкового полка 73-й стрелковой дивизии 48-й армии 1-го Белорусского фронта, младший сержант.

## Биография
Родился 14 октября 1921 года в деревне Погулянка Речицкого района Гомельской области Белоруссии в крестьянской семье. Белорус. Окончил начальную школу в селе Володарск. Работал в колхозе, а с 1940 года — на железной дороге в Могилёве.
Во время Великой Отечественной войны — партизан-подрывник партизанского отряда имени Ворошилова. В Красной Армии с 1943 года. На фронте с ноября 1943 года.
Наводчик станкового пулемёта 413-го стрелкового полка красноармеец Александр Кострома 4 сентября 1944 года поддерживал пулемётным огнём подразделение при форсировании реки Нарев в районе населённого пункта Бжузе, расположенного южнее польского города Ружан, участвовал в захвате плацдарма. Нанеся противнику значительный урон в живой силе и технике, помог удержать занимаемый рубеж.
Приказом по 73-й стрелковой дивизии № 126 от 29 сентября 1944 года за мужество и отвагу проявленные в боях красноармеец Кострома Александр Яковлевич награждён орденом Славы III степени.
10 октября 1944 года наводчик станкового пулемёта 413-го стрелкового полка красноармеец Александр Кострома отличился в боях по расширению плацдарма на правом берегу реки Нарев в районе населённого пункта Бжузе-Мале, расположенного в восьми километрах южнее польского города Ружан, ведя пулемётный огонь по неприятелю. Мужественный пулемётчик был ранен, но поля боя не покинул.
Приказом по 73-й стрелковой дивизии от 13 октября 1944 года за мужество и отвагу проявленные в боях красноармеец Кострома Александр Яковлевич награждён орденом Славы III степени.
14 января 1945 года командир расчёта станкового пулемёта 413-го стрелкового полка младший сержант Александр Кострома в районе деревни Домбровка, расположенной южнее польского города Макув, в критический момент боя заменил выбывшего из строя командира взвода. Умело организовал огонь пулемётных расчётов, обеспечил стрелковым подразделениям выполнение боевой задачи. Вновь был ранен, но продолжал руководить взводом.
Приказом по 48-й армии № 533 от 17 февраля 1945 года за мужество и отвагу проявленные в боях младший сержант Кострома Александр Яковлевич награждён орденом Славы II степени.
В 1945 году старшина Кострома А. Я. демобилизован. Вернулся на родину — в Белоруссию.
Указом Президиума Верховного Совета СССР от 22 апреля 1969 года за образцовое выполнение заданий командования в боях с немецко-вражескими захватчиками старшина запаса Кострома Александр Яковлевич перенаграждён орденом Славы I степени, став полным кавалером ордена Славы.
Был участником парада Победы на Красной площади в Москве.
После войны герой жил в деревне Солтаново, а затем в Речице Гомельской области Белоруссии. С 1948 года работал лесником в Речицком лесничестве (более 35 лет).
Скончался 13 февраля 1993 года. Похоронен в агрогородке Солтаново Речицкого района Гомельской области.

## Награды и звания
Награждён орденами Отечественной войны I степени, Славы I, II и III степени, медалями.

## Память
- Имя Героя присвоено улице в городе Речица Гомельской области Беларуси[2].
- В Речицком краеведческом музее хранятся материалы о Герое (трудовая книжка и др.).